# Verners Kraulis
Verners Kraulis (ur. 10 marca 1904 w parafii Vārves, zm. 15 lutego 1944 w Lipawie) – łotewski lekarz psychiatra.
Ukończył gimnazjum w Rydze. W 1922 rozpoczął studia medyczne na Uniwersytecie Łotwy, studia ukończył w 1927, specjalizował się w neurologii i psychiatrii. W 1929 wyjeżdżał do klinik w Monachium i Berlinie. Pracę doktorską, dotyczącą dziedziczności chorób psychicznych, sporządził pod kierunkiem Ernsta Rüdina. Był uczniem Hermanisa Budulsa. Zajmował się przede wszystkim genetyką chorób psychicznych, biochemią i leczeniem schizofrenii. Jako jeden z pierwszych lekarzy na Łotwie stosował leczenie śpiączkami insulinowymi; by opanować tę metodę leczenia wyjeżdżał do klinik w Londynie. Był zwolennikiem eugeniki, prowadził wykłady z eugeniki na wydziale medycznym Uniwersytetu Łotwy. W lipcu 1940 roku został prezesem Stowarzyszenia Lekarzy Łotewskich (Latvijas Ārstu biedrība). Zmarł z powodu zapalenia płuc. Był żonaty z lekarką Irēne Alksnis.

## Wybrane prace
- Studien über psychopathologische Vererbung[4]. 1928
- Zur Vererbung der hysterischen Reaktionsweise[5]. 1931
- Par histerisko reakciju un viņas konstitūcionāliem pamatiem. Riga, 1932
- Über Veränderungen der Oberflächenaktivität des Harnes bei Geisteskranken. Zeitschrift für die gesamte Neurologie und Psychiatrie, 1933
- Par broma saturu maniakāli depresīvo asinīs. Latvijas Ārstu Žurnāls 5/6, 396–401, 1934
- Par ciklofrenijas un schizofrenijas hereditārām attiecībām. Psihotiski brāļi un māsas, vecāki un bērni Latvijas psīchiatriskās slimnīcās. Rīga, 1937
- Tālāki novērojumi par schizofrenijas ārstēšanu ar protrahētiem insulīna šokiem. Padomju Latvijas Ārsts 2, 65, 1940
- Eigenikas ceļi Latvijā. Tautas Labklājības Ministrijas Mēnešraksts 3, 161–168, 1939